# Anouar Bachta
 (mai 2015).
Si vous disposez d'ouvrages ou d'articles de référence ou si vous connaissez des sites web de qualité traitant du thème abordé ici, merci de compléter l'article en donnant les références utiles à sa vérifiabilité et en les liant à la section « Notes et références ».
Anouar Bachta (en arabe : أنور باشطة), est un footballeur algérien, né le 9 mai 1948 à Alger. Il évoluait au poste de milieu de terrain.

## Biographie
Avec le MC Alger, il remporte notamment une Coupe des clubs champions africains, cinq championnats d'Algérie et trois Coupes d'Algérie.

## Palmarès
MC Alger
- Championnat d'Algérie de football (5) :
  - Champion : 1972, 1975, 1976, 1978 et 1979
  - Vice Champion : 1970

- Coupe d'Algérie de football (3) :
  - Vainqueur : 1971, 1973 et 1976
- Supercoupe d'Algérie :
  - Finaliste : 1973
- Ligue des champions de la CAF (1) :
  - Vainqueur : 1976

- Coupe du Maghreb des vainqueurs de coupe de football (2) :
  - Vainqueur : 1972 et 1974

- Coupe du Maghreb des clubs champions :
  - Finaliste : 1976